# Backstreet's Back Tour
Backstreet's Back Tour fue la tercera gira del grupo norteámericano Backstreet Boys. El Tour comenzó en diciembre de 1997, y duró exactamente un año hasta diciembre de 1998.
También fue la primera gira que se llevó a cabo en todo Estados Unidos. La lista incluía canciones de su segundo álbum Backstreet's Back y varias canciones de su álbum debut en EE. UU. Backstreet Boys (Internacional). Durante esta gira, Brian Littrell, se sometió a una cirugía para corregir un defecto cardíaco congénito que había tenido desde su nacimiento. La cirugía era necesaria porque el agujero en su corazón se estaba haciendo más grande. El grupo pospuso un par de fechas de exposición, pero Littrell volvió a actuar con el grupo semanas después de la cirugía.
Los Backstreet Boys hicieron un concierto especial en Orlando, el cual fue grabado en DVD. El tour se estima que recaudó $15 millones de dólares.

## Teloneros
- Los Umbrellos (14 enero - 1 febrero).
- Solid HarmoniE (17 marzo - 22 marzo).
- Thomas Jules-Stock (24 marzo - 15 abril).
- N-Tyce (24 marzo - 15 abril).
- Aarón Carter (8 julio - 15 septiembre).
- Jimmy Ray (8 julio - 15 septiembre).
- S.O.A.P. (8 julio - 15 septiembre).
- Chris Durán (18-19 septiembre).
- INOJ (18-19 noviembre).
- LFO (30-31 diciembre).

## Set list
1. That's The Way I Like It
2. Hey, Mr. D.J. (Keep Playin' This Song)
3. I Wanna Be With You
4. Just to Be Close to You
5. 10,000 Promises
6. If I Don't Have You
7. Like a Child
8. Let's Have a Party
9. Quit Playing Games (With My Heart)
10. All I Have To Give
11. Darlin
12. Anywhere For You
13. I'll Never Break Your Heart
14. As Long As You Love Me
15. If You Want It to Be Good Girl (Get Yourself a Bad Boy)

Encore:
1. Get Down (You're The One For Me) Medley We've Got It Goin' On
2. Everybody (Backstreet's Back)

## Fechas del Tour
| Fecha                    | Ciudad                 | País           | Lugar                                      |              |              |
| Norteamérica             | Norteamérica           | Norteamérica   | Norteamérica                               | Norteamérica | Norteamérica |
| ------------------------ | ---------------------- | -------------- | ------------------------------------------ | ------------ | ------------ |
| 27 de diciembre de 1997  | Halifax                | Canadá         | Halifax Metro Centre                       |              |              |
| 29 de diciembre de 1997  | Quebec City            | Canadá         | Colisée de Québec                          |              |              |
| 30 de diciembre de 1997  | Montreal               | Canadá         | Molson Centre                              |              |              |
| 31 de diciembre de 1997  | Montreal               | Canadá         | Molson Centre                              |              |              |
| 1 de enero de 1998       | Montreal               | Canadá         | Molson Centre                              |              |              |
| 2 de enero de 1998       | Ottawa                 | Canadá         | Corel Centre                               |              |              |
| 3 de enero de 1998       | Toronto                | Canadá         | SkyDome                                    |              |              |
| 5 de enero de 1998       | Montreal               | Canadá         | Molson Centre                              |              |              |
| 6 de enero de 1998       | Montreal               | Canadá         | Molson Centre                              |              |              |
| 7 de enero de 1998       | Quebec City            | Canadá         | Colisée de Québec                          |              |              |
| 14 de enero de 1998      | Charlotte              | Estados Unidos | Independence Arena                         |              |              |
| 15 de enero de 1998      | Atlanta                | Estados Unidos | Fox Theatre                                |              |              |
| 16 de enero de 1998      | Louisville             | Estados Unidos | Palace Theatre                             |              |              |
| 17 de enero de 1998      | Detroit                | Estados Unidos | Fox Theatre                                |              |              |
| 18 de enero de 1998      | Columbus               | Estados Unidos | Palace Theatre                             |              |              |
| 20 de enero de 1998      | Tampa                  | Estados Unidos | USF Sun Dome                               |              |              |
| 21 de enero de 1998      | West Palm Beach        | Estados Unidos | Coral Sky Amphitheatre                     |              |              |
| 22 de enero de 1998      | Ponte Vedra Beach      | Estados Unidos | Nease High School Football Stadium         |              |              |
| 23 de enero de 1998      | Washington D. C.       | Estados Unidos | DAR Constitution Hall                      |              |              |
| 24 de enero de 1998      | Providence             | Estados Unidos | Providence Performing Arts Center          |              |              |
| 27 de enero de 1998      | Albany                 | Estados Unidos | Palace Theatre                             |              |              |
| 28 de enero de 1998      | Plainview (Nueva York) | Estados Unidos | The Vanderbilt                             |              |              |
| 30 de enero de 1998      | Indianápolis           | Estados Unidos | Murat Theatre                              |              |              |
| 31 de enero de 1998      | Kansas City            | Estados Unidos | Memorial Hall                              |              |              |
| 1 de febrero de 1998     | Dallas                 | Estados Unidos | Bronco Bowl                                |              |              |
| Sudamérica               |                        |                |                                            |              |              |
| 14 de febrero de 1998    | Viña del Mar           | Chile          | Anfiteatro de la Quinta Vergara            |              |              |
| 15 de febrero de 1998    | Tigre (Buenos Aires)   | Argentina      | Anfiteatro del Parque de la Costa          |              |              |
| Norteamérica (2)         |                        |                |                                            |              |              |
| 21 de febrero de 1998    | Lake Buena Vista       | Estados Unidos | House of Blues                             |              |              |
| 15 de marzo de 1998      | Orlando                | Estados Unidos | Universal CityWalk                         |              |              |
| Europa                   |                        |                |                                            |              |              |
| 17 de marzo de 1998      | Dublín                 | Irlanda        | Point Theatre                              |              |              |
| 18 de marzo de 1998      | Dublín                 | Irlanda        | Point Theatre                              |              |              |
| 20 de marzo de 1998      | Birmingham             | Inglaterra     | NEC Arena                                  |              |              |
| 21 de marzo de 1998      | London                 | Inglaterra     | Wembley Arena                              |              |              |
| 22 de marzo de 1998      | London                 | Inglaterra     | Wembley Arena                              |              |              |
| 24 de marzo de 1998      | Copenhague             | Dinamarca      | Bella Center                               |              |              |
| 25 de marzo de 1998      | Gothenburg             | Suecia         | Scandinavium                               |              |              |
| 27 de marzo de 1998      | Mannheim               | Alemania       | Maimarkthalle                              |              |              |
| 28 de marzo de 1998      | Cologne                | Alemania       | Viva Television Studios                    |              |              |
| 29 de marzo de 1998      | Oslo                   | Noruega        | Oslo Spektrum                              |              |              |
| 30 de marzo de 1998      | Stockholm              | Suecia         | Stockholm Globe Arena                      |              |              |
| 31 de marzo de 1998      | Stockholm              | Suecia         | Stockholm Globe Arena                      |              |              |
| 1 de abril de 1998       | Copenhague             | Dinamarca      | Forum Copenhagen                           |              |              |
| 2 de abril de 1998       | Arnhem                 | Países Bajos   | GelreDome XS                               |              |              |
| 3 de abril de 1998       | Arnhem                 | Países Bajos   | GelreDome XS                               |              |              |
| 4 de abril de 1998       | Ghent                  | Bélgica        | Flanders Expo                              |              |              |
| 5 de abril de 1998       | Ghent                  | Bélgica        | Flanders Expo                              |              |              |
| 6 de abril de 1998       | Metz                   | Francia        | Galaxie Amnéville                          |              |              |
| 7 de abril de 1998       | París                  | Francia        | Zénith de París                            |              |              |
| 9 de abril de 1998       | Barcelona              | España         | Palau Sant Jordi                           |              |              |
| 12 de abril de 1998      | Valencia               | España         | Plaza de Toros de Valencia                 |              |              |
| 13 de abril de 1998      | Madrid                 | España         | Palacio de Deportes                        |              |              |
| 14 de abril de 1998      | Madrid                 | España         | Palacio de Deportes                        |              |              |
| 15 de abril de 1998      | Lisbon                 | Portugal       | Praça de Touros de Cascais                 |              |              |
| Norteamérica (3)         |                        |                |                                            |              |              |
| 24 de abril de 1998      | Orlando                | Estados Unidos | Frontierland                               |              |              |
| 25 de abril de 1998      | Orlando                | Estados Unidos | Frontierland                               |              |              |
| 1 de mayo de 1998        | Orlando                | Estados Unidos | Frontierland                               |              |              |
| 2 de mayo de 1998        | Orlando                | Estados Unidos | Frontierland                               |              |              |
| 8 de mayo de 1998        | Orlando                | Estados Unidos | Frontierland                               |              |              |
| 30 de mayo de 1998       | Mansfield              | Estados Unidos | Great Woods Center for the Performing Arts |              |              |
| 8 de julio de 1998       | Charlotte              | Estados Unidos | Charlotte Coliseum                         |              |              |
| 9 de julio de 1998       | Jacksonville           | Estados Unidos | Jacksonville Veterans Memorial Coliseum    |              |              |
| 10 de julio de 1998      | Miami                  | Estados Unidos | Miami Arena                                |              |              |
| 11 de julio de 1998      | Orlando                | Estados Unidos | Orlando Arena                              |              |              |
| 12 de julio de 1998      | Atlanta                | Estados Unidos | Coca-Cola Lakewood Amphitheatre            |              |              |
| 15 de julio de 1998      | Bristow                | Estados Unidos | Nissan Pavilion at Stone Ridge             |              |              |
| 16 de julio de 1998      | Philadelphia           | Estados Unidos | CoreStates Center                          |              |              |
| 17 de julio de 1998      | New York City          | Estados Unidos | Radio City Music Hall                      |              |              |
| 18 de julio de 1998      | New Haven              | Estados Unidos | New Haven Veterans Memorial Coliseum       |              |              |
| 19 de julio de 1998      | Albany                 | Estados Unidos | Pepsi Arena                                |              |              |
| 21 de julio de 1998      | Darien Center          | Estados Unidos | Darien Lake Performing Arts Center         |              |              |
| 22 de julio de 1998      | Cuyahoga Falls (Ohio)  | Estados Unidos | Blossom Music Center                       |              |              |
| 23 de julio de 1998      | Noblesville (Indiana)  | Estados Unidos | Deer Creek Music Center                    |              |              |
| 24 de julio de 1998      | Auburn Hills           | Estados Unidos | The Palace of Auburn Hills                 |              |              |
| 25 de julio de 1998      | Louisville             | Estados Unidos | Freedom Hall                               |              |              |
| 26 de julio de 1998      | St. Louis              | Estados Unidos | Kiel Center                                |              |              |
| 28 de julio de 1998      | The Woodlands          | Estados Unidos | Cynthia Woods Mitchell Pavilion            |              |              |
| 29 de julio de 1998      | Arlington              | Estados Unidos | Music Mill Amphitheater                    |              |              |
| 31 de julio de 1998      | Kansas City            | Estados Unidos | Kemper Arena                               |              |              |
| 1 de agosto de 1998      | Tinley Park            | Estados Unidos | New World Music Theatre                    |              |              |
| 2 de agosto de 1998      | Milwaukee              | Estados Unidos | Marcus Amphitheater                        |              |              |
| 4 de agosto de 1998      | Greenwood Village      | Estados Unidos | Coors Amphitheatre                         |              |              |
| 6 de agosto de 1998      | West Valley City       | Estados Unidos | E Center                                   |              |              |
| 7 de agosto de 1998      | Las Vegas              | Estados Unidos | MGM Grand Garden Arena                     |              |              |
| 8 de agosto de 1998      | Los Ángeles            | Estados Unidos | Universal Amphitheatre                     |              |              |
| 9 de agosto de 1998      | Los Ángeles            | Estados Unidos | Universal Amphitheatre                     |              |              |
| 11 de agosto de 1998     | Concord                | Estados Unidos | Concord Pavilion                           |              |              |
| 13 de agosto de 1998     | Portland               | Estados Unidos | Rose Garden Arena                          |              |              |
| 14 de agosto de 1998     | Seattle                | Estados Unidos | KeyArena                                   |              |              |
| 15 de agosto de 1998     | Vancouver              | Canadá         | General Motors Place                       |              |              |
| 17 de agosto de 1998     | Calgary                | Canadá         | Canadian Airlines Saddledome               |              |              |
| 18 de agosto de 1998     | Edmonton               | Canadá         | Commonwealth Stadium                       |              |              |
| 19 de agosto de 1998     | Saskatoon              | Canadá         | Saskatchewan Place                         |              |              |
| 20 de agosto de 1998     | Winnipeg               | Canadá         | Winnipeg Arena                             |              |              |
| 22 de agosto de 1998     | Toronto                | Canadá         | Molson Amphitheatre                        |              |              |
| 23 de agosto de 1998     | Montreal               | Canadá         | Parc des Îles                              |              |              |
| 25 de agosto de 1998     | Halifax                | Canadá         | Citadel Hill                               |              |              |
| 27 de agosto de 1998     | Uniondale              | Estados Unidos | Nassau Veterans Memorial Coliseum          |              |              |
| 28 de agosto de 1998     | Moosic                 | Estados Unidos | Lackawanna County Stadium                  |              |              |
| 29 de agosto de 1998     | East Rutherford        | Estados Unidos | Continental Airlines Arena                 |              |              |
| 30 de agosto de 1998     | Geddes (Nueva York)    | Estados Unidos | State Fair Grandstand                      |              |              |
| 31 de agosto de 1998     | Essex Junction         | Estados Unidos | Champlain Valley Expo Grandstand           |              |              |
| 2 de septiembre de 1998  | Uniondale              | Estados Unidos | Nassau Veterans Memorial Coliseum          |              |              |
| 3 de septiembre de 1998  | Providence             | Estados Unidos | Providence Civic Center                    |              |              |
| 4 de septiembre de 1998  | Columbia (Maryland)    | Estados Unidos | Merriweather Post Pavilion                 |              |              |
| 5 de septiembre de 1998  | Raleigh                | Estados Unidos | Alltel Pavilion                            |              |              |
| 14 de septiembre de 1998 | Allegan (Míchigan)     | Estados Unidos | Allegan County Fair Grandstand             |              |              |
| 15 de septiembre de 1998 | York                   | Estados Unidos | York Fair Grandstand                       |              |              |
| Sudamérica (2)           |                        |                |                                            |              |              |
| 18 de septiembre de 1998 | Buenos Aires           | Argentina      | Estadio Camilo Cichero                     |              |              |
| 19 de septiembre de 1998 | Buenos Aires           | Argentina      | Estadio Camilo Cichero                     |              |              |
| Norteamérica (4)         |                        |                |                                            |              |              |
| 18 de noviembre de 1998  | Minneapolis            | Estados Unidos | Target Center                              |              |              |
| 19 de noviembre de 1998  | Minneapolis            | Estados Unidos | Target Center                              |              |              |
| 30 de diciembre de 1998  | Tampa                  | Estados Unidos | Ice Palace                                 |              |              |
| 31 de diciembre de 1998  | Orlando                | Estados Unidos | Orlando Arena                              |              |              |

Cancelación y espectáculos reprogramados
| 9 de enero de 1998       | Ponte Vedra Beach, Florida | Nease High School Football Stadium | Reprogramado para 22 de enero de 1998 |
| 14 de marzo de 1998      | Orlando, Florida           | Universal CityWalk                 | Se reprogramó para 15 de marzo de 1998; concierto benéfico "Orlando Band Together" Benefit                                                                                       |
| 17 de marzo de 1998      | Dublín, Ireland            | RDS Simmonscourt                   | Se trasladó al Point Theatre |
| 18 de marzo de 1998      | Dublín, Ireland            | RDS Simmonscourt                   | Se trasladó al Point Theatre |
| 13 de septiembre de 1998 | Shakopee, Minnesota        | Canterbury Park                    | Cancelado; parte del concierto "Last Chance Summer Dance". El grupo permitió asistir a las personas que compraron los boletos del concierto de noviembre de 1998 en Minneapolis. |
| 27 de noviembre de 1998  | Cologne, Alemania          | Kölnarena                          | Cancelado; parte del concierto "Hand in Hand for Children" |
| 1 de diciembre de 1998   | Cologne, Alemania          | Kölnarena                          | Cancelado |
| 2 de diciembre de 1998   | Munster, Alemania          | Muensterlandhalle                  | Cancelado |
| 3 de diciembre de 1998   | Berlín, Alemania           | Velodrom                           | Cancelado |
| 4 de diciembre de 1998   | Leipzig, Alemania          | Messehalle 7                       | Cancelado |
| 5 de diciembre de 1998   | Rieden, Alemania           | Ostbayernhalle                     | Cancelado |
| 6 de diciembre de 1998   | Mannheim, Alemania         | Maimarkthalle                      | Cancelado |
| 7 de diciembre de 1998   | Zürich, Suiza              | Hallenstadion                      | Cancelado |
| 9 de diciembre de 1998   | Friedrichshafen, Alemania  | Messehalle Friedrichshafen         | Cancelado |
| 10 de diciembre de 1998  | Wels, Austria              | Bosch-Halle                        | Cancelado |
| 11 de diciembre de 1998  | Múnich, Alemania           | Olympiahalle                       | Cancelado |
| 13 de diciembre de 1998  | Bremen, Alemania           | Stadthalle Bremen                  | Cancelado |
| 14 de diciembre de 1998  | Oberhausen, Alemania       | König Pilsener Arena               | Cancelado |
| 15 de diciembre de 1998  | Frankfurt, Alemania        | Festhalle Frankfurt                | Cancelado |
| 16 de diciembre de 1998  | Stuttgart, Alemania        | Hanns-Martin-Schleyer-Halle        | Cancelado |

## Equipo directivo
- Vocalistas: Kevin Richardson, Brian Littrell, Howie Dorough, Nick Carter, AJ McLean
- Director de la gira:
- Mánager: Paul 'Skip' Rickert
- Asistente de Mánager: Tim Krieg
- Codirector: Denise McLean
- Codirector: Nicole Peltz
- Enlace de prensa: Leila Eminson
- Contador: Vincent Corry
- Fotógrafo del personal: Andre Csillig
- Director Musical: William 'Bubba' Bryant
- Diseñador de vestuario: Jill Focke, Kerstin 'Kiki' Theileis, Janine Schreiber
- Coreógrafa: Fatima Robinson**
- Asistente de Coreógrafa: Richard "Swoop" Whitebear

### Seguridad
- Billy Evans: Seguridad de Nick
- Tom LeBrun: Jefe de Seguridad / Seguridad de Brian
- Marc Preston: Seguridad de Howie
- Marcus Johnson: Seguridad de A.J.
- Carlos Cárdenas: Seguridad de Kevin
- John "Q" Elgani: Seguridad

### Banda
- Piano: Tommy Smith
- Guitarras: Guy Walker, Dennis Gallo
- Percusión / Saxofón: Obie Morant
- Bajo: Freddy Mollings
- Batería: Tim Berkible